# Полунин, Олег Владимирович
Оле́г Влади́мирович Полу́нин (лат. Oleg Polunin, ноябрь 1914 года — июль 1985 года) — английский ботаник, преподаватель и путешественник. Учился в оксфордском колледже Магдалины (англ. Magdalen College), потом более 30 лет преподавал в школе Чартерхаус в городе Годалминг (Суррей). Впоследствии посвятил себя написанию справочников по европейской и гималайской флоре, ставших одними из самых популярных и авторитетных изданий по теме. Его самая известная работа — «Цветы Европы» (англ. Flowers of Europe 1969), ставшая классикой и для ботаников, и для широкой публики. Полунин много путешествовал по всему миру, собирая гербарий и фотографируя растения, и описал несколько новых видов. В 1983 году Лондонское Линнеевское общество наградило его премией Блумера.

## Избранные научные труды
- Flowers of the Mediterranean (Chatto & Windus, 1967)
- Flowers of Europe: a field guide (Oxford University Press, 1969)
- A Concise Flowers of Europe (Oxford University Press, 1972)
- Flowers of South West Europe (Oxford University Press, 1973, ISBN 0-192-17625-0)
- Trees and Bushes of Europe (Oxford University Press, 1976)
- Flowers of Greece and the Balkans (Oxford University Press, 1980, ISBN 0-192-17626-9)
- Flowers of the Himalaya (Oxford University Press, 1985)
- A Guide to the Vegetation of Britain and Europe (Oxford University Press, 1985, ISBN 0-192-17713-3)
- Concise Flowers of the Himalaya (Oxford University Press, 1987)
- Collins Photoguide to Wild Flowers of Britain and Northern Europe (Collins, 1988, ISBN 0-002-19709-X)